# Coupe du monde de voile 2016
Navigation
Édition précédente Édition suivante
La Coupe du monde de voile 2016 est constituée de 6 étapes dont une finale regroupant les meilleurs de chaque discipline.

## Les étapes
| Dates                    | Lieu                 |
| ------------------------ | -------------------- |
| 7 au 13 décembre 2015    | Melbourne            |
| 23 au 30 janvier 2016    | Miami                |
| 25 avril au 1er mai 2016 | Hyères               |
| 6 au 12 juin 2016        | Weymouth et Portland |
| 19 au 25 septembre 2016  | Qingdao              |
| 4 au 11 décembre 2016    | Melbourne (Finale)   |

## Résultats par épreuve

### 470 Hommes
| Épreuves             | Or                              | Argent                            | Bronze                              |
| -------------------- | ------------------------------- | --------------------------------- | ----------------------------------- |
| Melbourne            | Alexander Conway Patrick Conway | Thomas Klemens Timothy Hannah     | Angus Galloway Joshua Dawson        |
| Miami                | Stuart Mcnay David Hughes       | Panayiótis Mántis Pávlos Kayialís | Onán Barreiros Juan Curbelo Cabrera |
| Hyères               | Šime Fantela Igor Marenić       | Mathew Belcher William Ryan       | Lucas Calabrese Juan de la Fuente   |
| Weymouth et Portland | Šime Fantela Igor Marenić       | Jordi Xammar Joan Herp            | Luke Patience Chris Grube           |
| Qingdao              | Lan Hao Wang Chao               | Weng Liangdao Wen Youjian         | Xu Zangjun Wang Wei                 |
| Melbourne            | Mathew Belcher William Ryan     | Daichi Takayama Kimihiko Imamura  | Alexander Conway Patrick Conway     |

### 470 Femmes
| Épreuves             | Or                        | Argent                                | Bronze                                |
| -------------------- | ------------------------- | ------------------------------------- | ------------------------------------- |
| Melbourne            | Carrie Smith Jaime Ryan   | Sasha Ryan Aurora Paterson            | Pip Pietromonaco Amelia Catt          |
| Miami                | Shasha Chen Haiyan Gao    | Lara Vadlau Jolanta Ogar              | Fernanda Oliveira Ana Luiza Barbachan |
| Hyères               | Hannah Mills Saskia Clark | Fernanda Oliveira Ana Luiza Barbachan | Camille Lecointre Hélène Defrance     |
| Weymouth et Portland | Hannah Mills Saskia Clark | Sophie Weguelin Eilidh McIntyre       | Amy Seabright Anna Carpenter          |
| Qingdao              | Wei Mengxi Xu Yani        | Chen Shasha Gao Haiyan                | Ni Shengnan Huang Lizhu               |
| Melbourne            | Lara Vadlau Jolanta Ogar  | Carrie Smith Jaime Ryan               | Zhang Nan LV Yixiao                   |

### 49er Hommes
| Épreuves             | Or                              | Argent                              | Bronze                        |
| -------------------- | ------------------------------- | ----------------------------------- | ----------------------------- |
| Melbourne            | Logan Dunning Beck Jack Simpson | William Phillips Sam Phillips       | David Gilmour Rhys Mara       |
| Miami                | Diego Botín Iago López Marra    | Jorge Lima José Costa               | Carl P Sylvan Marcus Anjemark |
| Hyères               | Peter Burling Blair Tuke        | Jonas Warrer Christian Peter Lübeck | William Phillips Sam Phillips |
| Weymouth et Portland | Logan Dunning Beck Jack Simpson | Dylan Fletcher Alain Sign           | John Pink Stuart Bithell      |
| Qingdao              | -                               | -                                   | -                             |
| Melbourne            | Benjamin Bildstein David Hussl  | Harry Price Harry Morton            | Josh Porebski Trent Rippey    |

### 49er FX Femmes
| Épreuves             | Or                                | Argent                                | Bronze                                |
| -------------------- | --------------------------------- | ------------------------------------- | ------------------------------------- |
| Melbourne            | Tess Lloyd Caitlin Elks           | Erica Dawson Ellie Copeland           | Julia Gross Cecilia Jonsson           |
| Miami                | Alex Maloney Molly Meech          | Jena Mai Hansen Katja Salskov-Iversen | Lisa Ericson Hanna Klinga             |
| Hyères               | Lisa Ericson Hanna Klinga         | Martine Soffiatti Grael Kahena Kunze  | Jena Mai Hansen Katja Salskov-Iversen |
| Weymouth et Portland | Charlotte Dobson Sophie Ainsworth | Alex Maloney Molly Meech              | Julia Gross Cecilia Jonsson           |
| Qingdao              | -                                 | -                                     | -                                     |
| Melbourne            | Tess Lloyd Eliza Solly            | Helene Naess Marie Rønningen          | Haylee Outteridge Nina Curtis         |

### Finn Hommes
| Épreuves             | Or              | Argent                 | Bronze           |
| -------------------- | --------------- | ---------------------- | ---------------- |
| Melbourne            | Oliver Tweddell | Josip Olujić           | Nicholas Kennedy |
| Miami                | Jorge Zarif     | Jonas Hogh-Christensen | Arkadiy Kistanov |
| Hyères               | Jake Lilley     | Oliver Tweddell        | Jonathan Lobert  |
| Weymouth et Portland | Giles Scott     | Jonathan Lobert        | Max Salminen     |
| Qingdao              | Chen He         | Gong Lei               | Li Xin           |
| Melbourne            | Jake Lilley     | Edward Wright          | Caleb Paine      |

### Laser Hommes
| Épreuves             | Or               | Argent               | Bronze             |
| -------------------- | ---------------- | -------------------- | ------------------ |
| Melbourne            | Colin Cheng      | Thomas Saunders      | Jeremy O'Connell   |
| Miami                | Robert Scheidt   | Jean-Baptiste Bernaz | Sam Meech          |
| Hyères               | Philipp Buhl     | Sam Meech            | Tom Burton         |
| Weymouth et Portland | Nick Thompson    | Elliot Hanson        | Tom Burton         |
| Qingdao              | Tonči Stipanović | Pávlos Kontídis      | Giovanni Coccoluto |
| Melbourne            | Pávlos Kontídis  | Matthew Wearn        | Tonči Stipanović   |

### Laser radial Femmes
| Épreuves             | Or                | Argent            | Bronze               |
| -------------------- | ----------------- | ----------------- | -------------------- |
| Melbourne            | Ashley Stoddart   | Susannah Pyatt    | Tatiana Drozdovskaya |
| Miami                | Evi Van Acker     | Marit Bouwmeester | Sarah Gunni Toftedal |
| Hyères               | Evi Van Acker     | Josefin Olsson    | Alison Young         |
| Weymouth et Portland | Marit Bouwmeester | Lijia Xu          | Mathilde de Kerangat |
| Qingdao              | Zhang Dongshuang  | Monika Mikkola    | Yuan Rubei           |
| Melbourne            | Marit Bouwmeester | Anne-Marie Rindom | Emma Plasschaert     |

### RS:X Hommes
| Épreuves             | Or                      | Argent          | Bronze          |
| -------------------- | ----------------------- | --------------- | --------------- |
| Melbourne            | -                       | -               | -               |
| Miami                | Dorian Van Rijsselberge | Nick Dempsey    | Wang Aichen     |
| Hyères               | Piotr Myszka            | Paweł Tarnowski | Nick Dempsey    |
| Weymouth et Portland | Toni Wilhelm            | Liu Chunzhuang  | Wang Aichen     |
| Qingdao              | Liu Chunzhuang          | Ye Bing         | Gao Mengfan     |
| Melbourne            | Kiran Badloe            | Iván Pastor     | Makoto Tomizawa |

### RS:X Femmes
| Épreuves             | Or              | Argent         | Bronze          |
| -------------------- | --------------- | -------------- | --------------- |
| Melbourne            | Joanna Sterling | Audrey Yong    | Lara O'Brien    |
| Miami                | Bryony Shaw     | Lilian de Geus | Chen Peina      |
| Hyères               | Zofia Klepacka  | Bryony Shaw    | Charline Picon  |
| Weymouth et Portland | Chen Peina      | Emma Wilson    | Isobel Hamilton |
| Qingdao              | Shi Hongmei     | Ma Jiao        | Yu Xiaoqing     |
| Melbourne            | Zofia Klepacka  | Zheng Manjia   | Lu Yunxiu       |

### Nacra 17 Mixte
| Épreuves             | Or                                             | Argent                          | Bronze                         |
| -------------------- | ---------------------------------------------- | ------------------------------- | ------------------------------ |
| Melbourne            | -                                              | -                               | -                              |
| Miami                | Mandy Mulder Coen de Koning                    | Jason Waterhouse Lisa Darmanin  | Matías Bühler Nathalie Brugger |
| Hyères               | Fernando Echávarri Tara Pacheco van Rijnsoever | Vittorio Bissaro Silvia Sicouri | Mandy Mulder Coen de Koning    |
| Weymouth et Portland | Ben Saxton Nicola Groves                       | Paul Kohlhoff Carolina Werner   | Billy Besson Marie Riou        |
| Qingdao              | -                                              | -                               | -                              |
| Melbourne            | Jason Waterhouse Lisa Darmanin                 | Olivia Mackay Micah Wilkinson   | John Gimson Anna Burnet        |